# Walesa - L'uomo della speranza
Walesa - L'uomo della speranza (Wałęsa. Człowiek z nadziei) è un film del 2013 diretto da Andrzej Wajda.

## Trama
Nel 1970, in Polonia, le proteste degli operai vengono represse brutalmente dalle autorità, e Lech Wałęsa viene arrestato. Costretto a firmare un impegno di collaborazione con i servizi di sicurezza per poter tornare dalla sua famiglia, Wałęsa si ritrova a casa con la moglie Danuta e i loro figli in continua crescita. Con il passare del tempo, Wałęsa matura politicamente e il suo carisma lo rende un leader capace di conquistare le masse. Deciso a non cedere più alle pressioni del regime, affronta continue perquisizioni e un anno di internamento.
Nel 1983, Danuta ritira il Premio Nobel per la Pace per conto di Wałęsa, poiché lui teme che lasciando la Polonia non gli sarà permesso di rientrare. Questo operaio divenne il primo presidente eletto liberamente in Polonia e preparò il terreno per uno dei più grandi cambiamenti politici del secolo scorso.
La giornalista Oriana Fallaci intervista Lech Wałęsa nel suo appartamento di Danzica in un momento cruciale in cui il suo ruolo e le sue azioni come leader di Solidarność stanno per superare la cortina di ferro e conquistare l'Europa. Viene raccontata la trasformazione di Wałęsa da semplice operaio a capo di un sindacato di milioni di persone.